# NGC 6452
NGC 6452 је спирална галаксија у сазвежђу Херкул која се налази на NGC листи објеката дубоког неба.
Деклинација објекта је + 20° 50' 15" а ректасцензија 17h 47m 58,5s. Привидна величина (магнитуда) објекта NGC 6452 износи 14,4 а фотографска магнитуда 15,3. NGC 6452 је још познат и под ознакама CGCG 112-43, PGC 60876.